# Mangora velha
Mangora velha là một loài nhện trong họ Araneidae.
Loài này thuộc chi Mangora. Mangora velha được Herbert Walter Levi miêu tả năm 2007.